# Szew zapotyliczny
Szew zapotyliczny, szew postokcipitalny (łac. sutura postoccipitalis) – szew obecny na głowie owadów.
Szew zapotyliczny jest jedynym szwem właściwym głowy owadów, odpowiadającym granicy między segmentem wargowym a pierwszym szczękowym. Położony jest najbardziej z tyłu puszki głowowej spośród wszystkich jej szwów, oddzielając potylicę od zapotylicy. Otacza on po bokach i po stronie grzbietowej otwór potyliczny. Po stronie wewnętrznej odpowiada mu listewka nazywana postoccipital ridge, służąca za punkt zaczepu mięśni. Na obu końcach szwu leżą tylne jamki tentorialne odpowiadające miejscom z których wyrastają tylne ramiona tentorium.